# Marian Palla

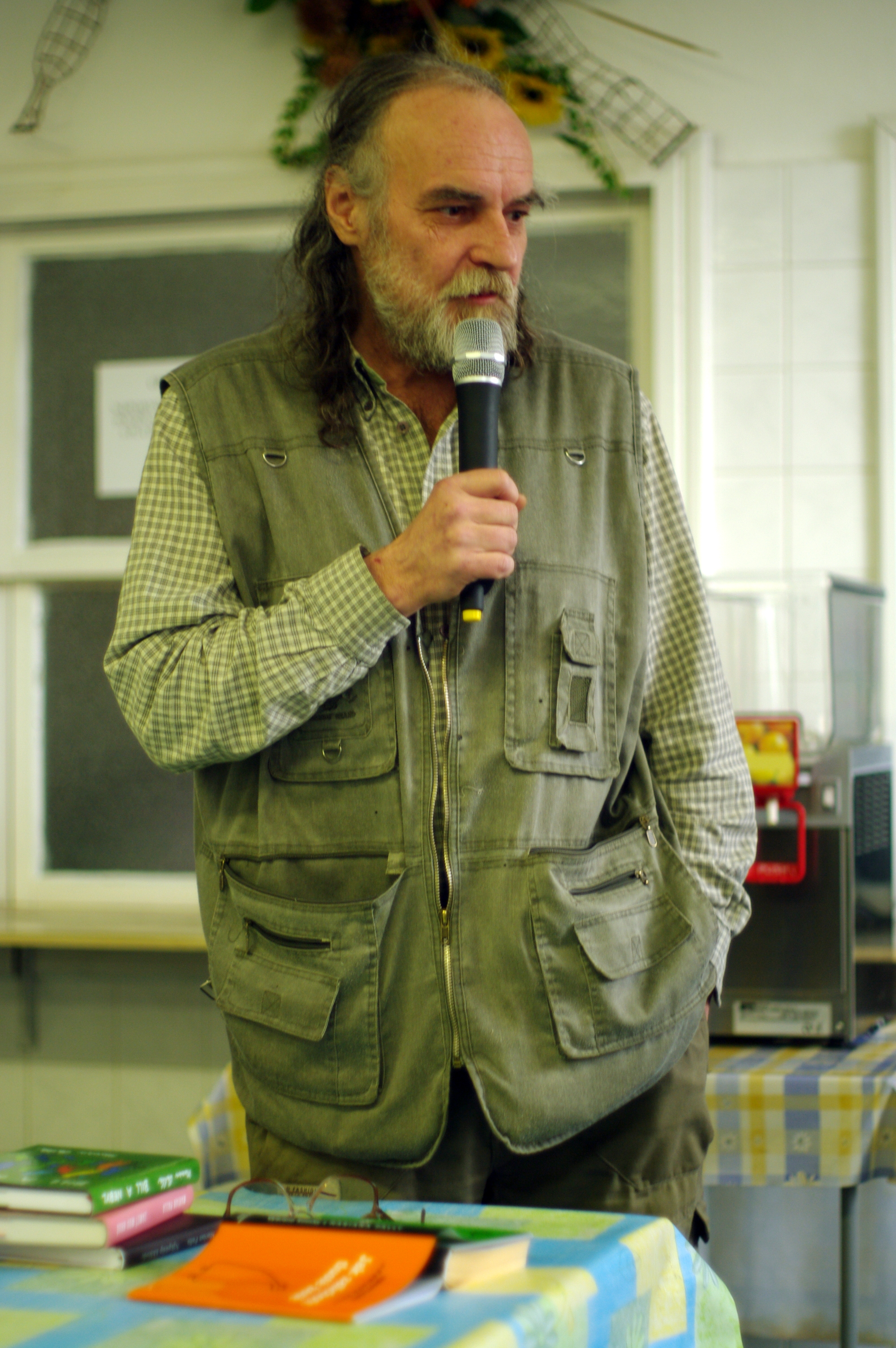
Marian Palla (2011)

Marian Palla (* 30. Juli 1953 in Košice) ist ein tschechischer Schriftsteller, bildender Künstler und Publizist.
Palla lebt in Brno und arbeitet seit 1994 als Dozent an der Fakultät für bildende Künste. Seine ersten Lebensjahre verbrachte er auf einem Schiff, das als bewohnbares Objekt mitten in einer Wiese stand. Nach dem Studium (Kontrabass) spielte er im Janáček-Opernorchester in Brno. Sein erstes Buch Jak zalichotit tlusté ženě erschien im Jahr 1996. Daneben malt er und spielt in der Kapelle Superlimonáda mit. Seine Bilder findet man in der Prager und Brünner Nationalgalerie. 